# PayPal
PayPal é uma empresa multinacional americana de tecnologia financeira que opera um sistema de pagamentos online situada em São José, na Califórnia, Estados Unidos. Fundada em 1998 por Peter Thiel e Max Levchin, opera internacionalmente e tornou-se uma das maiores do ramo, por ser capaz de realizar pagamentos rápidos e auxiliar em envios de dinheiro.

## História
PayPal foi fundado em dezembro de 1998, como Confinity, uma empresa de software para dispositivos móveis, por Max Levchin, Peter Thiel, Luke Nosek e Ken Howery. Em 1999, "PayPal" foi lançado como um serviço de pagamentos dentro da Confinity, por John Malloy da BlueRun Ventures. Em março de 2000, a Confinity se fundiu com a X.com, um banco online fundado por Elon Musk.
Quatro anos após sua fundação, em 2002, PayPal teve sua oferta pública inicial (IPO) a US$ 13 por ação, captando US$ 61 milhões. Em julho do mesmo ano, foi adquirida por 1,5 bilhões de dólares, com uma valuation de 23% por ação, ou 77% acima do preço da IPO, pelo site de compras online eBay, que, três anos antes, havia incorporado a empresa de pagamentos online Billpoint.
Após ajustar o modelo de negócios do PayPal e aumentar sua penetração nacional e internacional no eBay, PayPal iniciou sua estratégia fora do eBay. PayPal não se restringiu apenas ao eBay, aceitando desde registros de domínios e e-commerce até pagamentos de serviços de hospedagem de sites. Uma reorganização no final de 2003 criou uma nova unidade de negócios dentro do PayPal Merchant Services para fornecer soluções de pagamento para pequenos e grandes comerciantes de comércio eletrônico fora da comunidade de leilões do eBay. A partir do segundo semestre de 2004, a PayPal Merchant Services revelou várias iniciativas para registrar comerciantes on-line fora da comunidade de leilões do eBay.
Em 2010, a empresa tinha presença em 180 países e em 25 moedas correntes.
Em 2015, o eBay anunciou que PayPal tornar-se-ia uma empresa independente, e não mais sua subsidiária, o que se concretizou em julho do mesmo ano.

## PayPal e as criptomoedas
Em novembro de 2020, PayPal anunciou que passaria a permitir compra, venda e custódia de criptomoedas, em sua plataforma. De acordo com o anúncio oficial, PayPal permitiria negociações de até US$ 20.000 por semana – o dobro dos US$ 10.000 originalmente anunciados. No início de maio de 2021, a empresa declarou que a demanda por criptomoedas em sua plataforma excedeu todas as expectativas.

## Principais concorrentes
- Entropay
- Neteller
- Skrill
- WebMoney